# 日本フォースクエア福音教団
日本フォースクエア福音教団（にほんフォースクエアふくいんきょうだん、英語: Japan Foursquare Gospel Church、英略称: JFGC、ポルトガル語: Igreja do Evangelho Quadrangular do Japão）は埼玉県所沢市に事務所を置く、日本のプロテスタントのペンテコステ派の団体。

## 沿革
- 1950年（昭和25年） 中国から日本に渡ってきたビリー・チャールズ宣教師が千葉県で開拓伝道を行う。その後東京に移り、東大泉に教会を建てた。その後埼玉県所沢市北秋津に教会を開拓した。
- 1960年（昭和35年） アメリカで伝道中であった増井誠太が帰国。
- 1965年（昭和40年） ウォルター・マッセン宣教師を理事長に迎え、函館教会などを設立した。
- 1972年（昭和47年） 沖縄の本土復帰に伴い、本土と沖縄のフォースクエアの団体が一つになり「日本フォースクエア福音宣教団」を設立した。
- 1979年（昭和54年） 理事長に増井誠太が任命され、教団としての形が整えられた。
- 1991年（平成3年） 比嘉幹房が理事長になる。アメリカ人、フィリピン人、ブラジル人の教職が加入する。
- 2000年（平成12年） 創立50周年を迎えた、新たな内規が採択されて新体制になり、比嘉幹房が総理に選出される。
- 2006年（平成18年）宗教法人「日本フォースクエア福音教団」の規則が認証され包括宗教法人として活動する。
- 2009年（平成21年） 佐藤成紀が総理に選出される。

## 特色
- キリストの人類に対する祝福を、救い主、癒し主、聖霊のバプテスマを授ける主、再臨の主の「四重の福音」として表現している。
- 「フォースクエア」とは、ヨハネの黙示録21章16節の新しい都エルサレム（新天新地）の、「都は四画」であるという表現から来ている。

## 主な牧師
- 小坂忠